# Born to be malaj
Born to be malaj är Attentats tredje singel släppt inom loppet av ett år. Den speglar Mats Jönssons tid i lumpen i de två första av EP:ns tre spår. Titeln är en travesti på dåtidens discohit ”Born to be alive” med Patrik Hernandez, som Jönsson under sin lumpartid varje dag motvilligt fick höra i Marketenteriets jukebox på militärförläggningen LV6, Kviberg i Göteborg.  Till saken hör att Jönsson dessutom var malaj, en nedsättande term i svensk försvarsmakt för handräckningsvärnpliktig.  Medverkar gör Mats Jönsson, Magnus Rydman, Cristian Odin och Peter Björklund.